# Bělá (Město Libavá)
Bělá (německy Seibersdorf) byla obec zaniklá okolo roku 1949 vytvořením vojenského prostoru Libavá. Se zmenšením vojenského újezdu k 1. lednu 2016 připadlo území zaniklé vsi do katastrálního území Město Libavá a části Heroltovice obnovené obce Město Libavá.

## Poloha
Bělá byla obec, původně ležící dva kilometry jihovýchodním směrem od městečka Domašov nad Bystřicí při toku Bělského potoka (Dorfbach) ve výšce 570 m n. m. Její poloha byla umístěna na pomyslné hranici úpatí pohoří Nízkého Jeseníku a Oderských vrchů. Intravilán Bělé se nacházel v údolí, kterým podélně vedla cesta od západu k severovýchodu, severně se napojující na silnici mezi Domašovem a Heroltovicemi. Nejvyššími body v katastru Bělé byl na severu Dvorský kopec (Erhberg) (606 m) a v jižní části bělského katastru kopec Strážiště (Wachtberg) (640 m). Zástavba byla tvořena jednotlivými domky rozesetými po obou stranách údolí oddělenými od sebe zahradami a loukami. Východním směrem od obce směrem k Městu Libavé se pak nacházely rozsáhlé pastviny. Na jihozápadě sousedila Bělá s katastrálním územím Jívové, celou svou západní hranicí sousedila s katastrem Domašova nad Bystřicí. Na severu sousedila s Novou Véskou a Norberčany, na východě pak s Heroltovicemi spadajícími již do historického přerovského kraje. Jižní část tvořila hranici se Smilovem.

## Historie

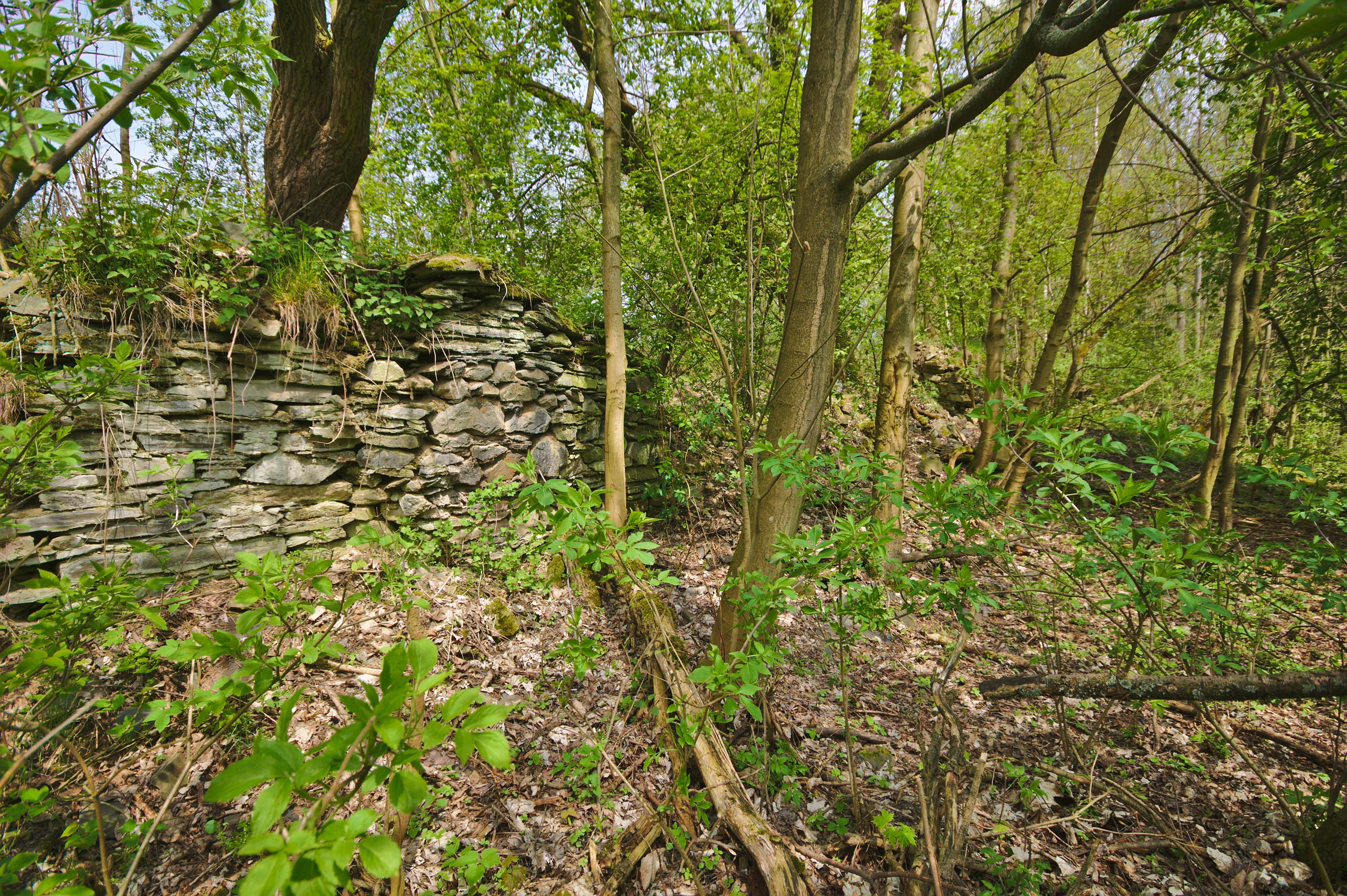
Zaniklá ves

Bělá byla založena patrně v poslední čtvrtině 13. století, kdy po rozdělení tohoto území jako majetku olomouckého kláštera Hradisko a olomouckého biskupa Bruna ze Schauenburku došlo zároveň k osídlování a pravděpodobnému založení obce jakožto hornické kolonie pro zde se nalézající ložiska snad stříbrných a zlatých rud, zejména bezpečně doložitelných rud železných. Nejstarší zmínka o Bělé pochází z roku 1364, kdy je uvedena pod jménem Zeyffersdorf, o něco později až roku 1383 pak pochází český název Bělá. Řidčeji se do roku 1918 používalo též českého toponyma Hučovice, po vzniku Československé republiky se název ustálil v dnes používaném tvaru.
V roce 1400 část vesnice náležela drobnému biskupskému manu Znatovi, v roce 1403 obec připadla k části Medlic, v nejstarších berňových registrech moravských z roku 1516 je pak Bělá součástí panství Šternberk. V roce 1842 byla za finančního přispění hraběte Aloise z Liechtensteinu postavena kaple svatého Alfonse s oltářním obrazem malovaným malířem Bergerem z Nového Jičína, osazená dvěma zvony, ke které vedla křížová cesta. Obživu nacházeli bělští obyvatelé částečně v zemědělství a částečně v lesnictví. Katastr obce měl název Bělá u Města Libavá a rozlohu 696,90 hektarů. Na soutoku Bělského potůčku a řeky Bystřice (německy Stollenbach) jihozápadně od obce stával mlýn, v roce 1911 bylo založeno mláticí družstvo.

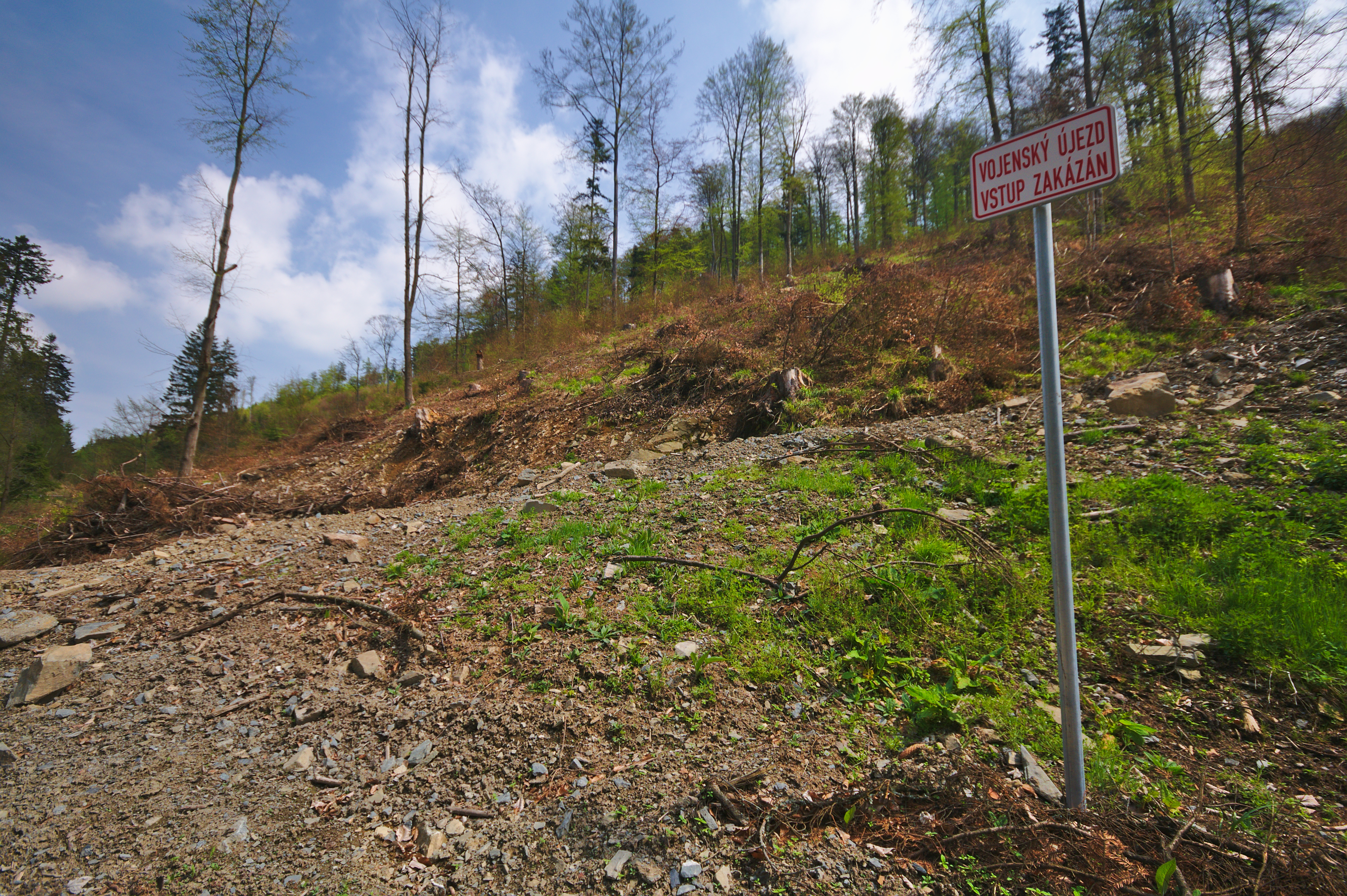
Cedule upozorňující na začátek vojenského prostoru jihozápadně od obce

V roce 1945 došlo k vysídlení původního německého obyvatelstva a k pomalému osídlování obyvatelstvem českého původu, nicméně v roce 1949 byla východní část katastru obce spolu s celým intravilánem začleněna do vojenského újezdu Libavá a stávající obyvatelé vystěhováni. Sever a jihozápad katastru se stal součástí obce Domašov nad Bystřicí. Zástavba nyní již zrušené obce byla soustavně ničena, dnes až na nepatrné stopy základů domů a terénních úprav zcela srovnána se zemí a pokryta vegetací. V Bělé lze také nalézt bývalý německý hřbitov a rybník.
Poslední funkční budovy bývalé Bělé jsou budovy Pstruží líhně Bělá v místě bývalého Bělského vodního mlýna u skal Malý Rabštýn v Údolí řeky Bystřice.
K 20. prosinci 2002 bylo katastrální území Bělé zrušeno a rozděleno mezi katastrální území Domašov nad Bystřicí a Město Libavá. Některé úseky západní hranice bývalé obce se staly částmi východní hranice moderního katastru Domašova nad Bystřicí. V rámci příprav na nadcházející optimalizaci (zmenšení) vojenského újezdu Březina, k níž došlo k 1. lednu 2016, bylo rozhodnuto o ponechání jihovýchodní lesnaté části bývalého katastru obce v rámci území vojenského újezdu Libavá. Tato část byla proto vyjmuta z dosavadního k. ú. Město Libavá a začleněna do nově vytvořeného k. ú. Dřemovice u Města Libavá. Součástí k. ú. Město Libavá zůstává mimo jiné nadále lokalita bývalého intravilánu Bělé s přilehlým lesem, která se tak stala součástí nové obce Město Libavá.
| Rok            | 1835 | 1880 | 1900 | 1921 | 1930 |
| -------------- | ---- | ---- | ---- | ---- | ---- |
| Počet obyvatel | 242  | 283  | 310  | 277  | 260  |
| Počet domů     | 39   | 43   | 44   | 46   | 49   |

## Fotogalerie

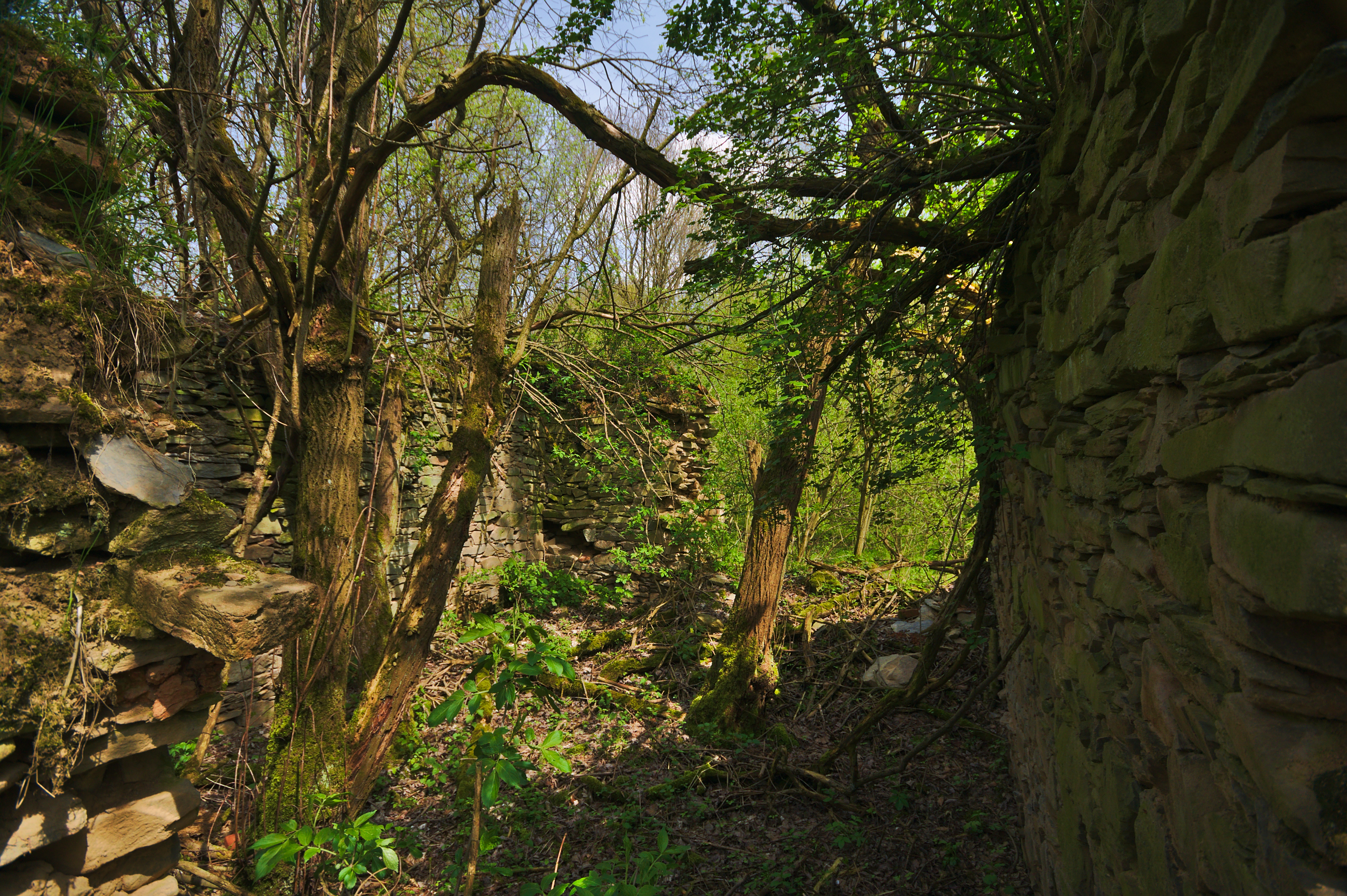
Ruiny domu
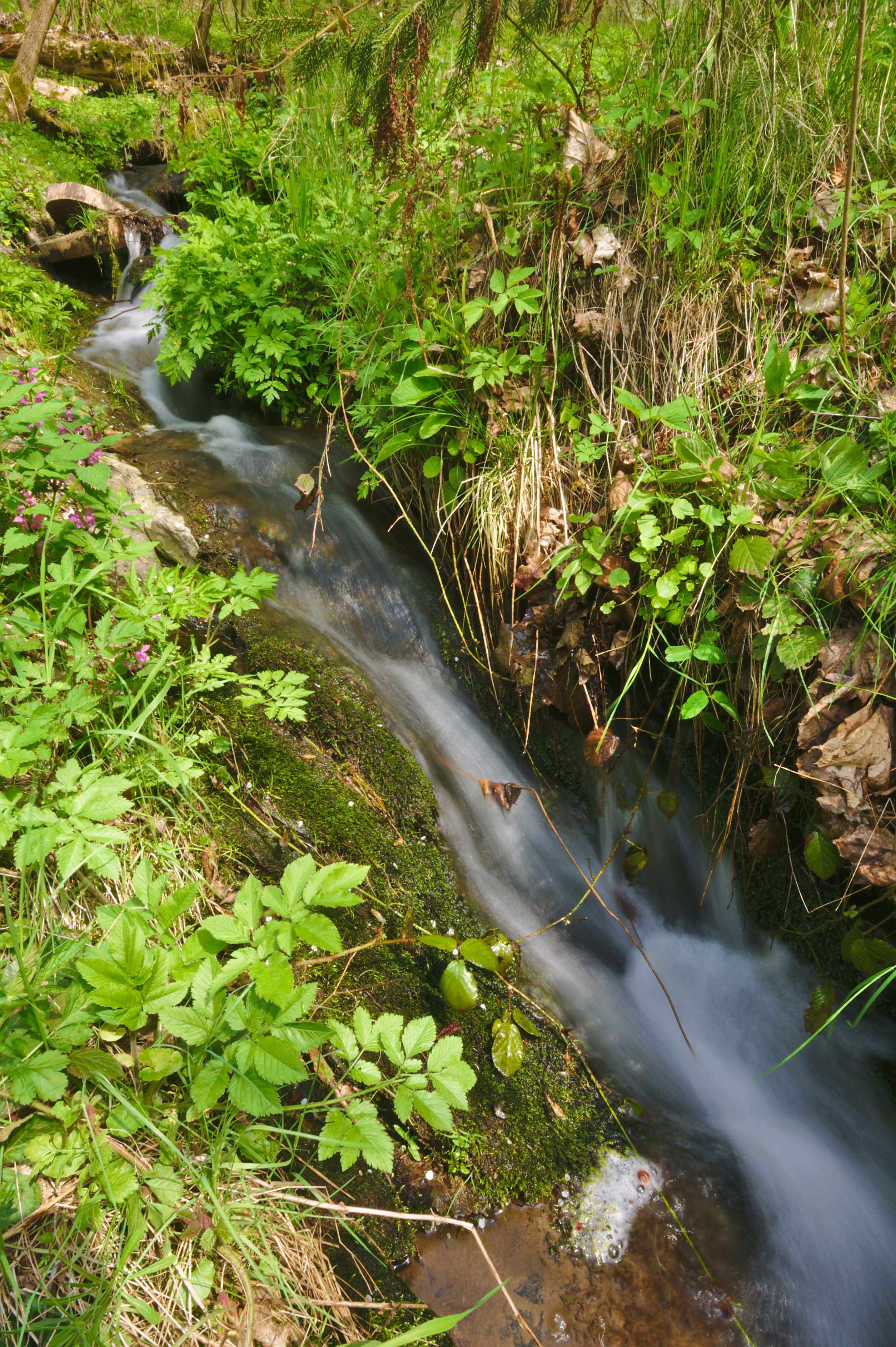
Bělský potůček u zaniklé vsi
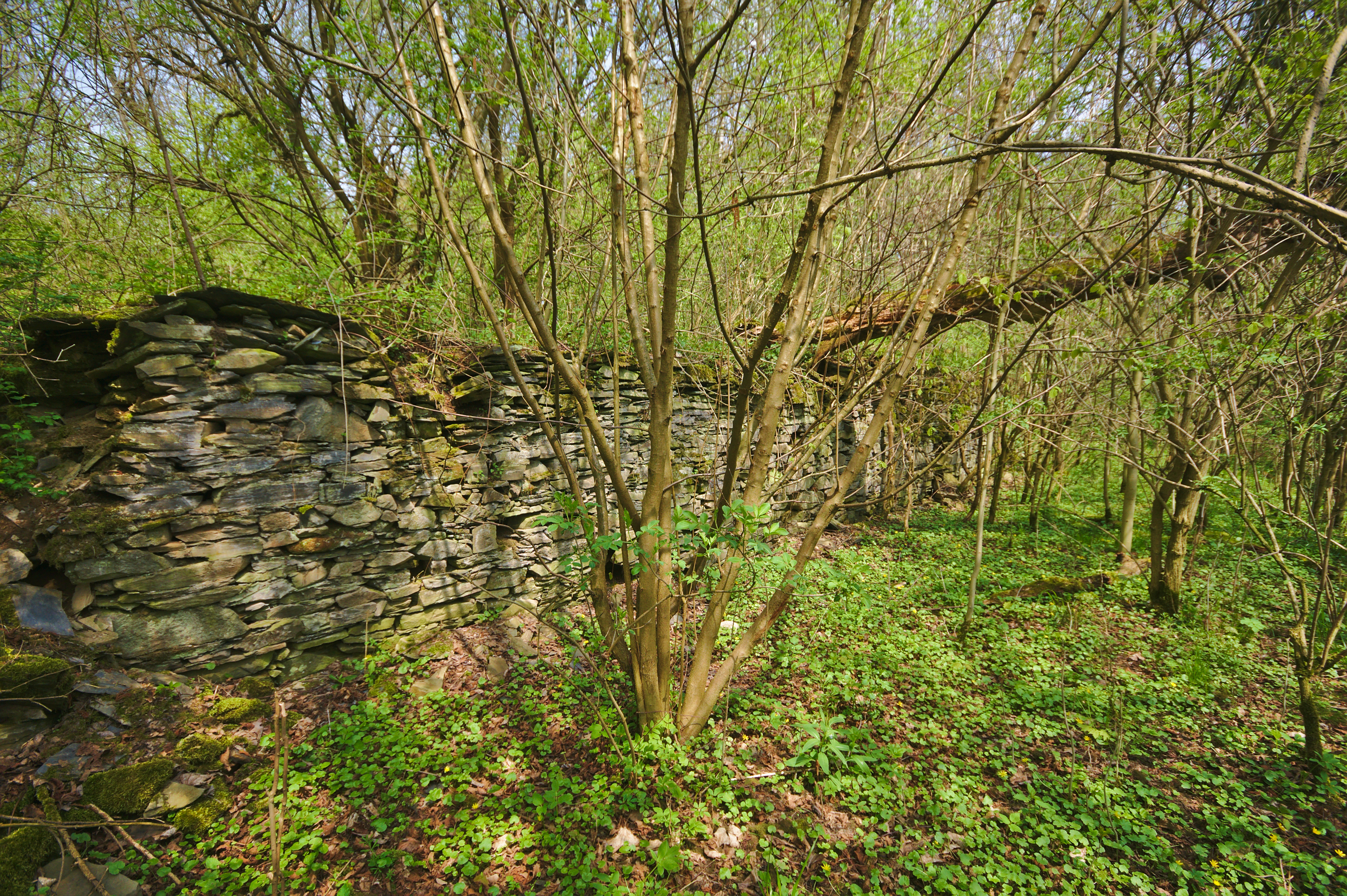
Ruiny domu
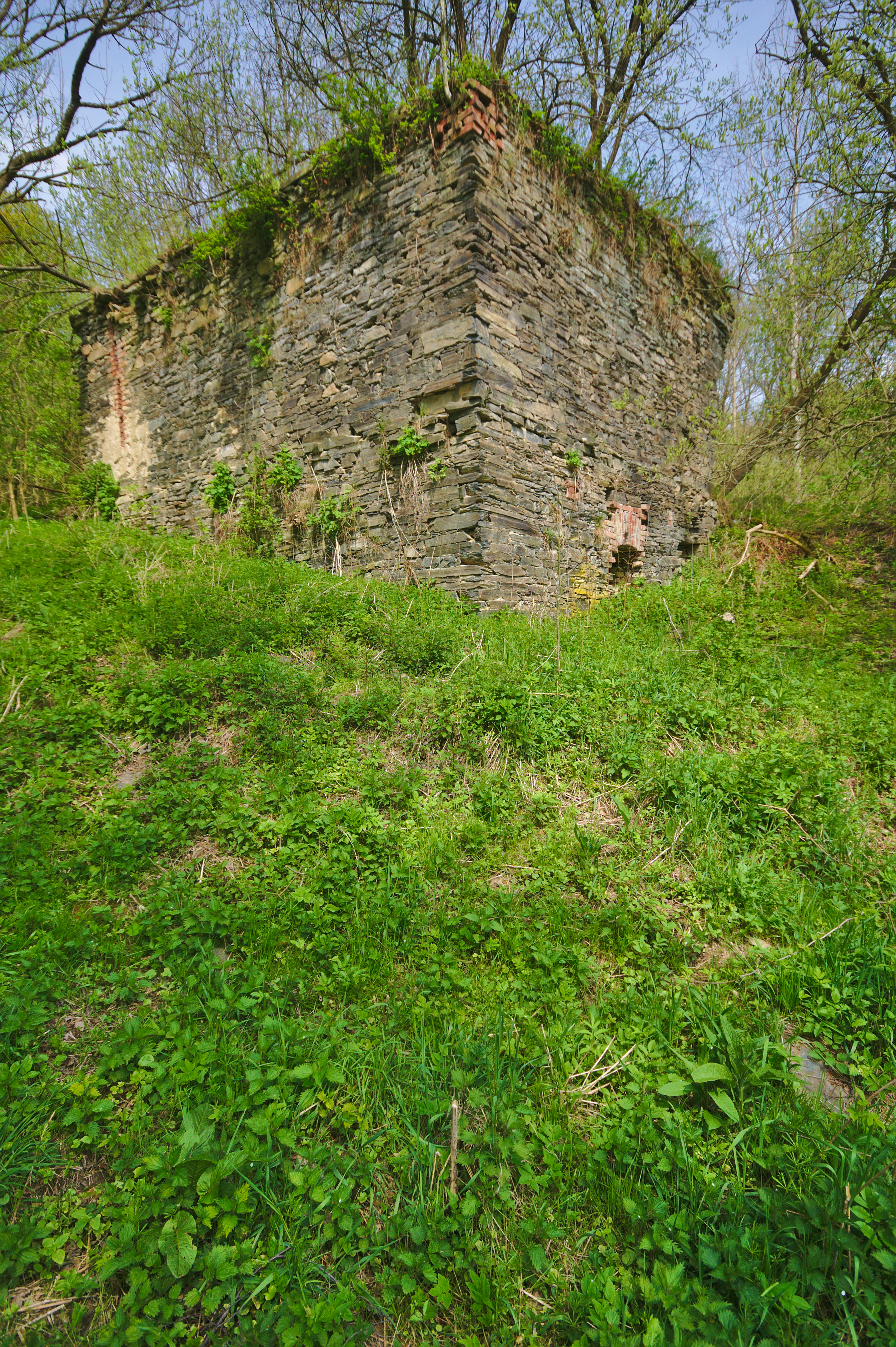
Ruiny domu
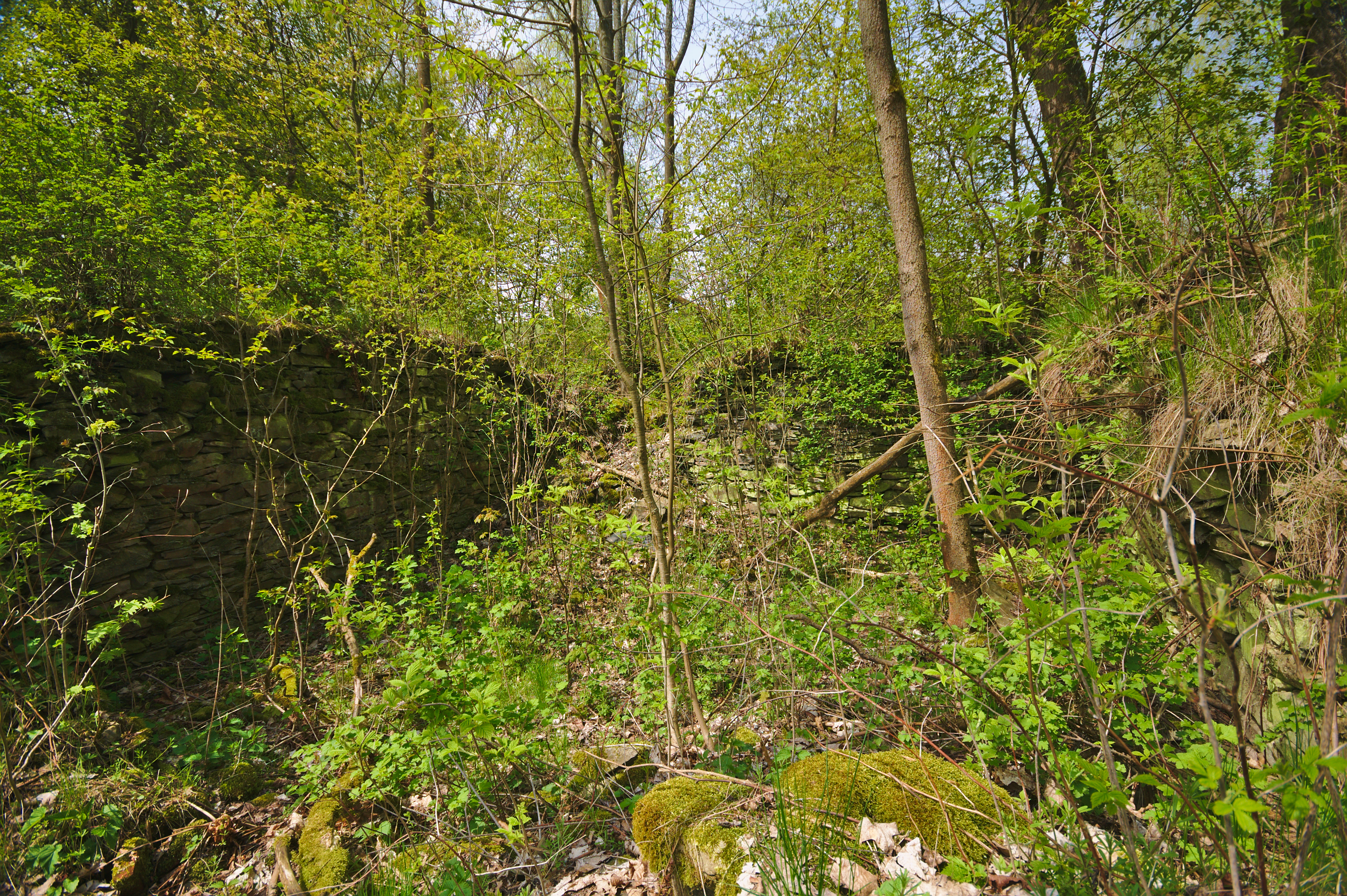
Ruiny domu
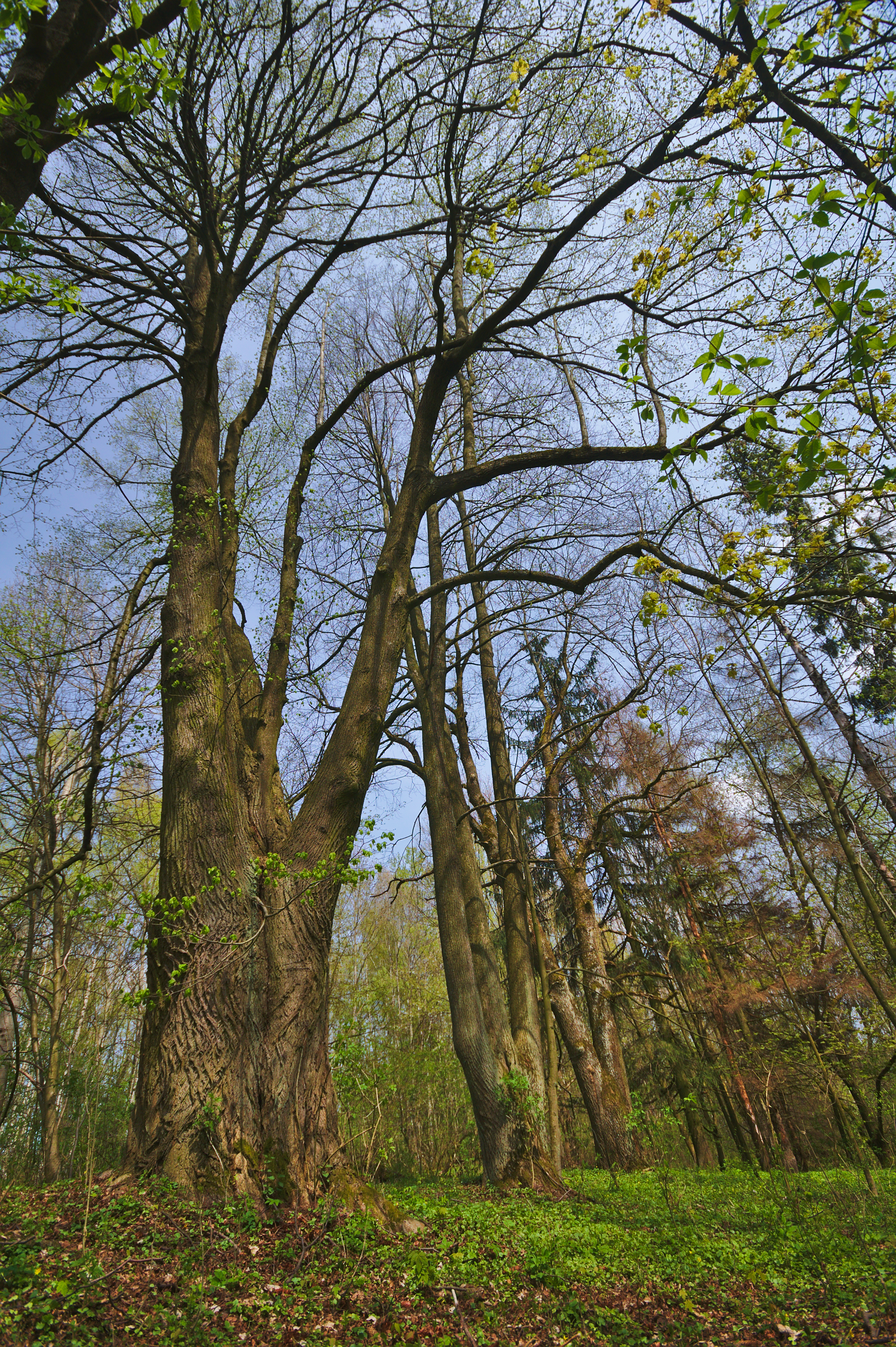
Stromořadí v zaniklé vsi
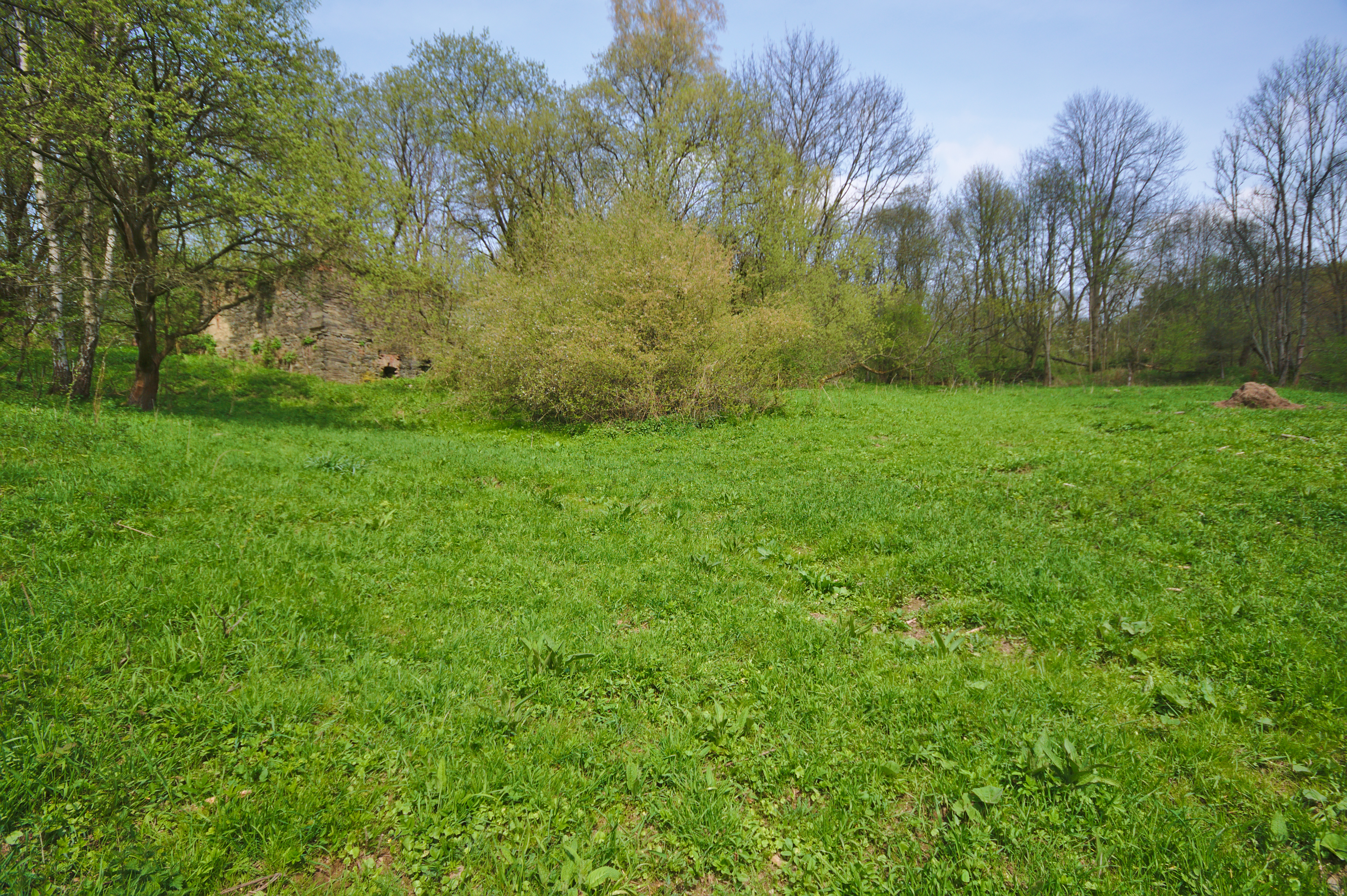
Celkový pohled na území zaniklé vsi
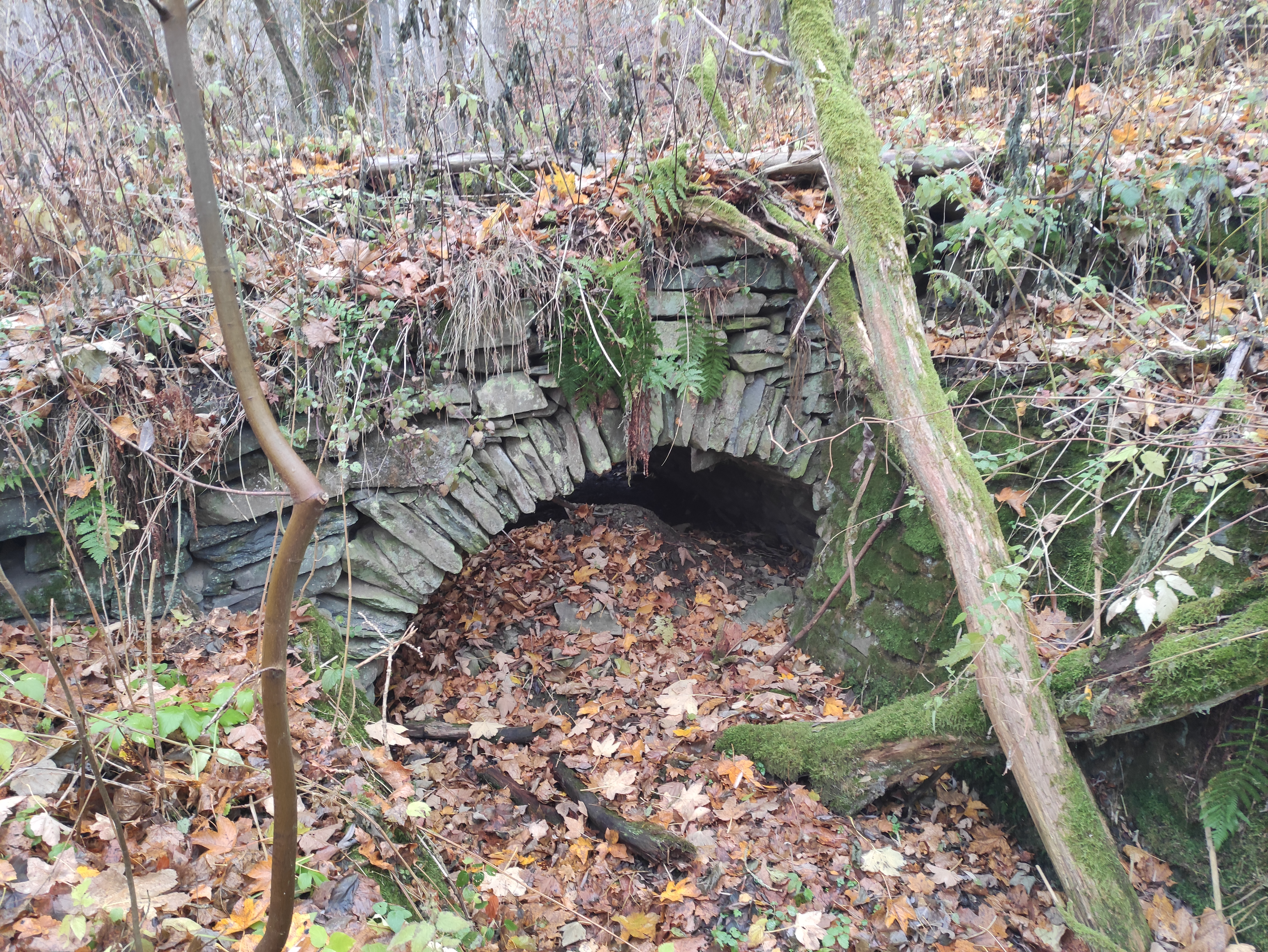
Ruiny zaniklého kamenného mostku
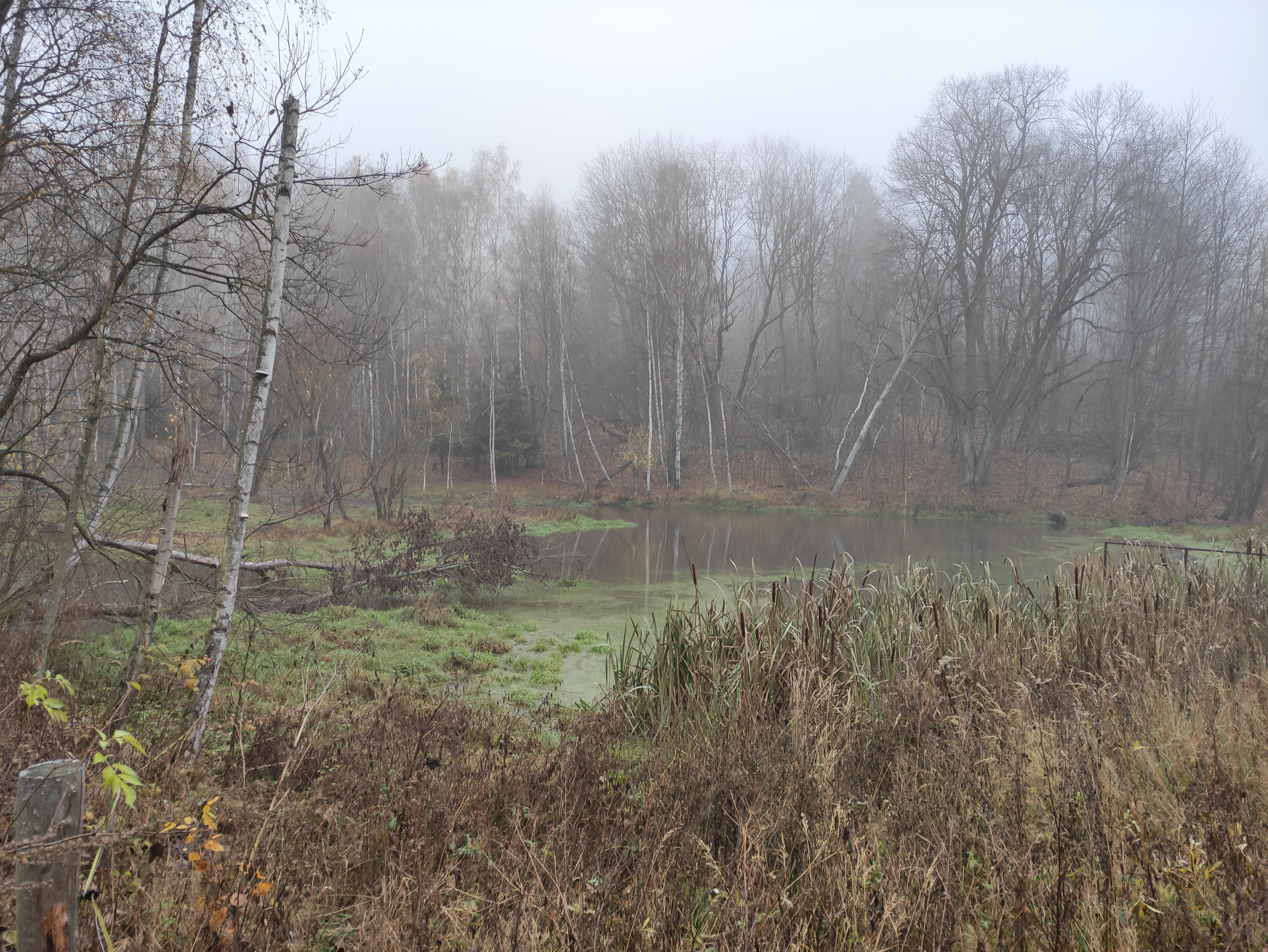
Rybník v Bělé
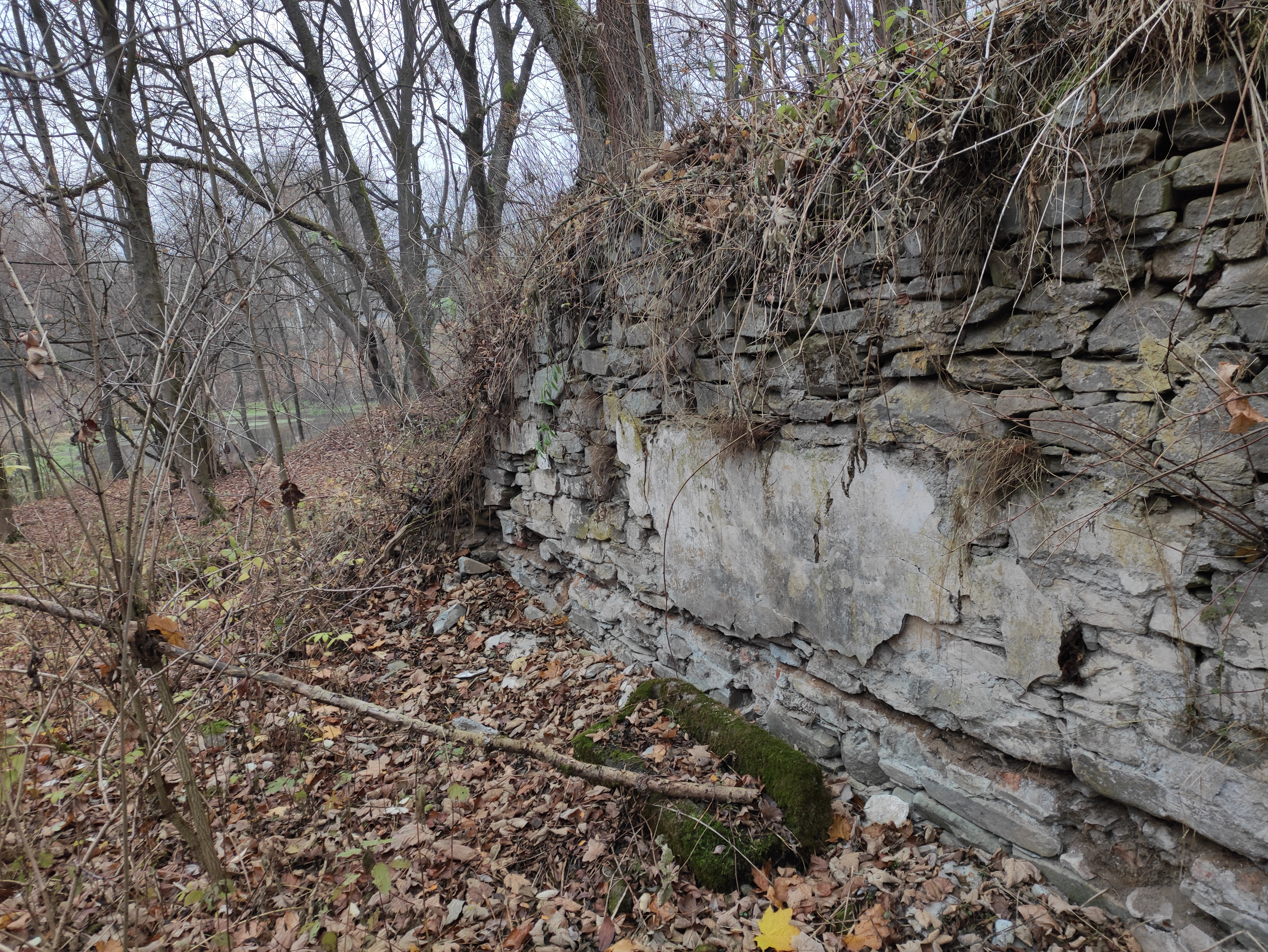
Ruiny domu s pozůstatkem vnitřní omítky
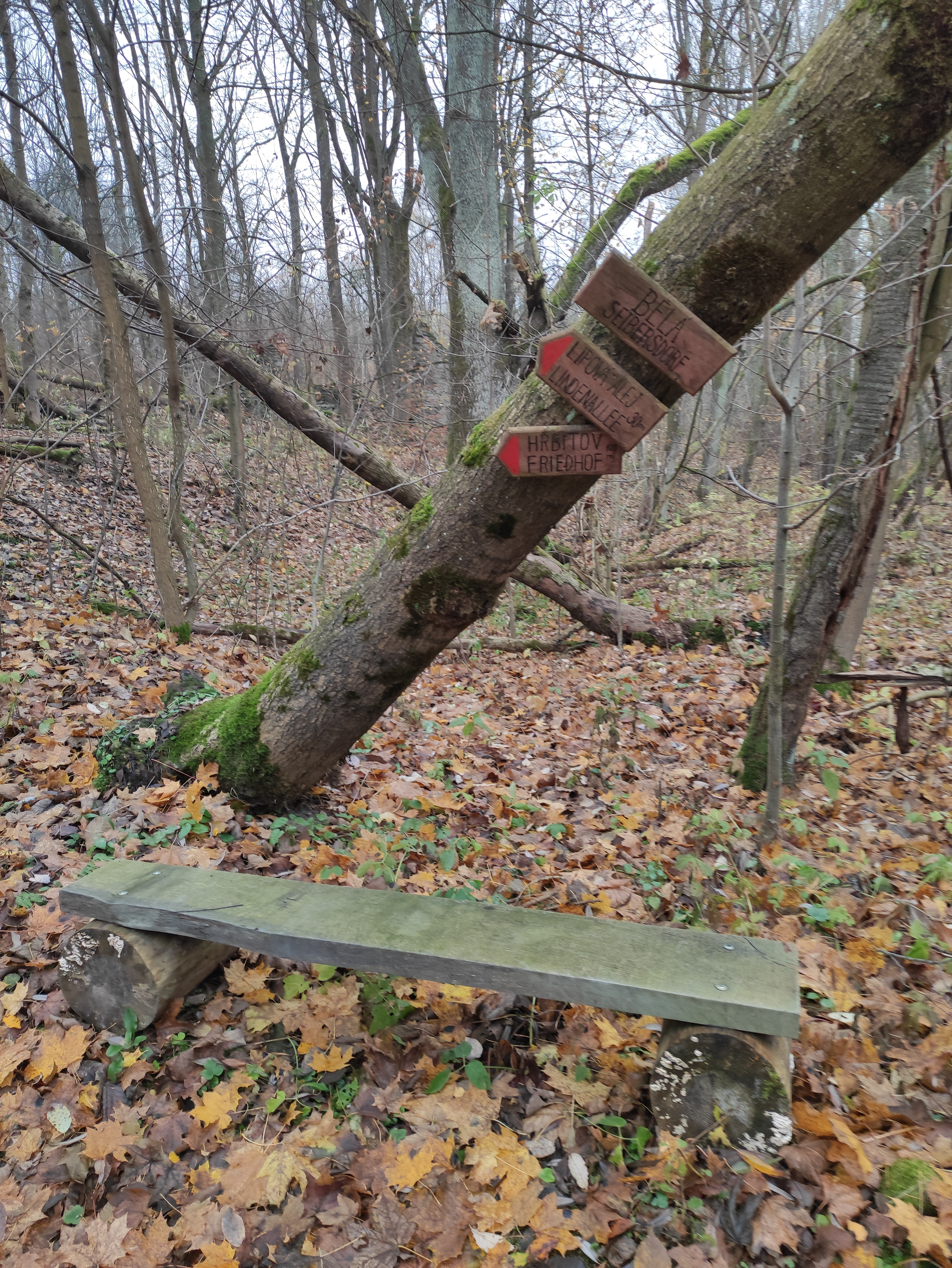